# Lara (Monção)
Pour les articles homonymes, voir Lara.
Lara est une paroisse (en portugais : freguesia) qui se situe dans le district de Monção.